# Crithagra reichardi
El serín de Reichard (Crithagra reichardi) es una especie de ave de la familia Fringillidae.
Puede ser encontrada en los siguientes países: Burundi, República Democrática del Congo, Etiopía, Kenia, Malaui, Mozambique, Sudán, Tanzania, Zambia y Zimbabue.
Su hábitat natural son las sabanas áridas.